# Кисляков, Анатолий Иосифович
Анатолий Иосифович Кисляков — российский учёный в области физики плазмы, лауреат Государственной премии СССР.
Родился 14 января 1935 года.
Окончил Ленинградский университет.
Работал в Физико-техническом институте им. Иоффе АН СССР (РАН): младший научный сотрудник, старший научный сотрудник, с января 1976 г. начальник отдела диагностики частиц, затем - главный научный сотрудник.
Диссертации:
- Активная корпускулярная диагностика плазмы на установках «Альфа» и «Туман» : диссертация … кандидата физико-математических наук : 01.00.00. — Ленинград, 1968. — 159 с. : ил.
- Исследование пространственных характеристик водородной составляющей горячей плазмы методами корпускулярной диагностики : диссертация … доктора физико-математических наук : 01.04.08. — Ленинград, 1982. — 232 с. : ил.

Лауреат Государственной премии СССР 1981 года (в составе коллектива) — за цикл работ «Корпускулярная диагностика высокотемпературной плазмы» (1970—1979).
Последняя научная публикация датирована 2009 годом:
- Анализаторы нейтральных атомов и их применение для диагностики горячей плазмы [Текст] / А. И. Кисляков, М. П. Петров // Физика плазмы. - 2009. - Т. 35, N 7. - С. 585-602.